# Elisabeth Buck
Elisabeth Buck (* 1958 in München) ist Diplom-Musikpädagogin mit Hauptfach Rhythmik (= Rhythmisch-musikalische Erziehung oder Rhythmische Erziehung) und Religionspädagogin.

## Leben
Sie hat mit dem Bewegten Religionsunterricht ein religionspädagogisches Konzept entwickelt, in dem Prinzipien von Rhythmik, Psychomotorik und Improvisationstheater zur Anwendung kommen.

Elisabeth Buck ist Dozentin der Otto-Friedrich-Universität Bamberg am Lehrstuhl für Evangelische Theologie, Religionspädagogik und Religionsdidaktik sowie am Lehrstuhl für Musikpädagogik und Musikdidaktik.
Elisabeth Buck ist seit 1979 verheiratet mit Wolfgang Buck und hat zwei Kinder.

## Publikationen

### Bücher
- Bewegter Religionsunterricht. 4. Aufl., Göttingen 2004 (1997), ISBN 3-525-61107-2
- Kommt und spielt, Band 1, Bewegter Religionsunterricht im 1. und 2. Schuljahr. 3. Aufl., Göttingen 2004 (1999), ISBN 3-525-61388-1
- Kommt und spielt, Band 2, Bewegter Religionsunterricht im 3. und 4. Schuljahr. 2. Aufl., Göttingen 2004 (2001), ISBN 3-525-61389-X
- Religion in Bewegung, Bewegter Religionsunterricht im 5. und 6. Schuljahr. Göttingen, 2005, ISBN 3-525-61583-3
- Glaube in Bewegung – Spielräume in der Gemeindekatechetik. Göttingen 2003, ISBN 3-525-61484-5
- Und wer hat Gott gemacht? – Wenn mein Kind mich nach dem Glauben fragt. Göttingen, 2008, ISBN 978-3-525-63320-5
- Neuland betreten – Bewegter Religionsunterricht im 7. – 9. Schuljahr. München 2011, ISBN 978-3-88207-406-2
- Erzählen mit Kopf, Herz, Hand und Fuß / Mit 33 Beispielerzählungen – Bewegtes und bewegendes Erzählen lernen Schritt für Schritt - Religionsunterricht und Gemeindepädagogik. Landshut 2023, ISBN 978-3-86141-322-6

### Zeitschriftenartikel und Buchbeiträge
- Spielendes Gestalten gegen Lernstörungen. In: Pädagogische Welt 9/91, 45. Jg., Donauwörth 1991.
- Rhythmik – Prozessorientierte Pädagogik. In: Rhythmik in der Erziehung 2/91, 17. Jg., Wolfenbüttel 1991.
- (mit Co-Autorin Biasin, Ursula) Wolkenspiel und Trommeltanz – Musikalische Bewegungsspiele zur Sensibilisierung der Sinne. Mainz, 2. erw. Aufl. 2001.
- Bewegter Religionsunterricht – Körpererfahrung als Denkanstoß. Zeitschrift Religion heute, 3/2001, Lehrte 2001.
- Mit Kopf, Herz, Hand und Fuß. In: Wermke, M.,(Hg.), Aus gutem Grund Religionsunterricht, Göttingen 2002.
- Bewegter Religionsunterricht – Religiöse Dimensionen von Spielerfahrung. In „Grundschule – Zeitschrift für die Grundstufe des Schulwesens“, 34. Jahrgang, S. 64ff, Braunschweig, 7–8/2002.
- Bewegter Religionsunterricht: Bewegung / Pantomime / Tanz / Symbolspiel. In: Gottfried Adam / Rainer Lachmann, Methodisches Kompendium für den Religionsunterricht Band 2, S. 209–222, Göttingen 2002.
- Puppenspiel. In: Gottfried Adam / Rainer Lachmann, Methodisches Kompendium für den Religionsunterricht Band 2, S. 223–229, Göttingen 2002.
- Heftgestaltung. In: Gottfried Adam / Rainer Lachmann, Methodisches Kompendium für den Religionsunterricht Band 2, S. 294–299, Göttingen 2002.
- Kreative und ästhetische Heftgestaltung. In: Katechetische Blätter, 128. Jahrgang, Heft 4, S. 273–277, München 2003.
- Fliehkraft und Anziehung – Turmbau und Pfingsten als konträre Anlässe zu bewegtem Lernen. In: Praxis Gemeindepädagogik, 60. Jg., Heft 2, S. 32–36, Leipzig 2007.
- Gott führt uns hinaus ins Weite – Erzählungen aus der jungen Kirche. In: Praxis Gemeindepädagogik, 61. Jg., Heft 2, S. 46–48, Leipzig 2008
- Gott wird auch Wege finden, da dein Fuß gehen kann. Ein Familiengottesdienst am Schuljahrsende – zu Fuß. In: Praxis Gemeindepädagogik, 63. Jg. Heft 1, S. 46–49, Leipzig 2010
- Diakonie berühren – Entwürfe für den (Religions-)Unterricht, in: Fricke, Michael / Dorner, Martin, Werkbuch Diakonisches Lernen, S. 102–128, Göttingen 2015,
- Paulus im Bewegten Religionsunterricht (Das paulinische Damaskuserlebnis als Impuls, dem Tragenden im Leben auf die Spur zu kommen) in: Eulenfisch – Limburger Magazin für Religion und Bildung, 10. Jg., Heft 19 (2/2017), S. 62–66, Limbur/Lahn 2017.
- Bewegter RU: Das Apostelkonzil (Apg 15,1-12), in: Katechetische Blätter, 143. Jg., Heft 4 Sept/Okt 18, S. 289–290, Ostfildern 2018.
- Religionsunterricht von Kopf bis Fuß – Körpererfahrungen im RU, in: entwurf – Konzepte, Ideen und Materialien für den Religionsunterricht, Heft 1/2023, Hannover 2023.